# 歐洲盃籃球賽
歐洲盃籃球賽前名ULEB Cup，為了贊助目前稱為7DAYS EuroCup，是一年一度歐洲二級篮球俱樂部賽事，從2002年起Euroleague Basketball符合條件的歐洲籃球俱樂部參加。

## 另見
- 歐洲籃球聯賽（第一級）
- 籃球冠軍聯賽（第三級）
- 國際籃聯歐洲盃（第四級）